# Бензильная группа

Бензильная группа и производные: бензильная группа, бензильный радикал, бензиламин, бензилбромид, бензилхлорформиат, бензилметиловый эфир.

Бензи́льная гру́ппа, в органической химии — тривиальное название заместителя или молекулярного фрагмента со структурой {\displaystyle {\ce {CH2-C6H5}}}. Является бензольным кольцом, соединённым с метиленовой группой.

## Номенклатура

### Сокращения
Бензил чаще всего сокращается как {\displaystyle {\ce {Bn}}}. Например, бензиловый спирт может быть представлен как {\displaystyle {\ce {BnOH}}}. Менее распространенные сокращения — {\displaystyle {\ce {Bzl}}} и {\displaystyle {\ce {Bz}}}, последнее из которых неоднозначно, поскольку является также стандартным сокращением для бензоильной группы {\displaystyle {\ce {C6H5C(O) -}}}. Аналогично, бензил не следует путать с фенильной группой {\displaystyle {\ce {C6H5 -}}}, сокращенно {\displaystyle {\ce {Ph}}}.